# Державець
Держа́вець
1. правитель, що має широкі права, подібні до монарха[1]; держатель країни (держави), краю, землі; господар, володар, владар, власник[2].
2. переносно — державний діяч, член уряду[1]
3. у пізньосередньовічній і модерній Литві, Польщі й Русі — намісник монарха, власник і управитель державної землі (держави): у Польщі — помічник старости, що завідував королівськими маєтностями, у Литві й Русі — намісник великого князя, управитель волості[3].
4. у Гетьманщині — держатель рангових земель[1]; переносно — великий землевласник, поміщик[1].
5. У Лівонії — намісник польського короля, відповідник штатгальтера[4].

## Ранньомодерні Литва, Польща й Україна
Держа́вець або державця — феодал у Великому князівстві Литовському, Королівстві Польському у XV–XVIII ст., що довічно або протягом певного часу користувався державними земельними маєтностями.
Державцем міг бути магнат, шляхтич або представник козацької старшинської верхівки, якого литовський великокнязівський або польський королівський уряди нагороджували за службу маєтностями. За правовим статусом маєтності державця були близькими до рангових маєтностей на Лівобережній Україні. Користуючись прибутками з неї, державець не мав права продавати маєтність, дарувати, заповідати чи закладати за борги.

### Литва
Державець був тимчасовим власником та керівником державних маєтків у Великому князівстві Литовському, яких до XVIII ст. називали намісниками та тіунами. Такий уряд, «державство» часто давалося як «юрґельт» (пенсія).

### Лівонія
у 1561—1566 роках перший курляндський герцог Готтгард фон Кеттлер, васал польського короля, титулувався державцем і губернатором Лівонії (нім. Liefflandt stadthalter unnd gubernator, пол. dzierżawca i gubernator).

### Україна
На Лівобережній Україні державці були позбавлені маєтностей після спалаху повстання Хмельницького 1648—1659 років; на Правобережній Україні — після її приєднання до Російської імперії у кінці XVIII століття. 